# アラネシアン
アラネシアン（Alanesian、1954年 - 1977年）はアメリカ合衆国のサラブレッド競走馬、繁殖牝馬。特に繁殖牝馬としての実績が高く、名種牡馬ボールドネシアンなどを出した。

## 経歴
- 特記がない限り、競走はすべてダートコース。また、当時はグレード制未導入。

ケンタッキー州の調教師兼オーナーブリーダーのE・バリー・ライアンが持つノーマンディー牧場で生産された、サラブレッドの牝馬である。アラネシアンは1歳時に庭先取引で5頭まとめて取引され、ウィリアム・ハギン・ペリーとルー・P・ドーハティに購入された。
アラネシアンはジェームズ・マロニー調教師のもとで調教を積み、1956年に競走馬デビューした。同年2歳時はアスタリタステークスとスピナウェイステークスで優勝し、後年の選考で117ポンドのフリーハンデキャップが与えられていた。翌年の3歳時は膝の怪我のためその年のほとんどを棒に振るが、その翌年1958年にはマーガレットハンデキャップやニューカッスルハンデキャップで勝ち星を挙げた。

## 繁殖入り後
アラネシアンはペリー所有のままケンタッキー州のクレイボーンファームで繁殖牝馬となった。血統研究家エレン・パーカーの著書『Reine-de-Course』によれば、アラネシアンは14頭の産駒を出し、うち10頭が競走馬となり、8頭が勝ち上がったという。以下は主な産駒の一覧。
- ステイアットホーム Stay at Home - 1961年生、牝馬。父ボールドルーラー。未出走のまま繁殖入りし、イギリスのG2勝ち馬ホームガード、アイルランドのG3勝ち馬ボーンズキャビンを出した。2代先にフューチュリティステークス（G1）勝ち馬のトラップマウンテンがいる。
- アメリシアン Amalesian - 1962年生、牝馬。父アンビオリックス。競走馬として20戦6勝。トレモントステークス勝ち馬のショウファーを出す。
- ボールドネシアン Boldnesian - 1963年生、牡馬。父ボールドルーラー。1966年のサンタアニタダービーに優勝した。種牡馬としても優秀で、253頭の産駒から27頭のステークス競走勝ち馬を輩出した。
- プリンセスネシアン Princessnesian - 1964年生、牝馬。父プリンスキロ。競走馬としては4歳・5歳時が全盛で、特に1968年のハリウッドゴールドカップでは牡馬を相手にしながら優勝した。繁殖牝馬としてはアイルランドのG2勝ち馬ローズを出し、また2代先にはジョーマクグラスメモリアルステークス（G1）優勝馬のフォードハム、3代先にはフロリダダービー（G1）などに勝ったハーランズホリデーがいる。
- キレシアン Quillesian - 1965年生、牝馬。父プリンスキロ。未勝利馬。繁殖牝馬として1976年のアメリカ最優秀3歳牝馬に選ばれたリヴィデアを出した。
- ジャッカル Jackal - 1967年生、牡馬。父ジャシント。ナショナルスタリオンステークス勝ち馬。
- ハーバリシアン Herbalesian - 1969年生、牝馬。父エルバジェ。未出走で繁殖入りし、ベルギーのG3勝ち馬フォアロールスを出した。
- テーブルオブコンテンツ Table of Contents - 1971年生、牝馬。父ラウンドテーブル。未出走で繁殖入り。3代先にエル・エンサーヨ（チリG1）優勝馬のヴェードルがいる。
- ジバージャバー Jibber Jabber - 1977年生、牝馬。父ジャシント。未出走で繁殖入りし、G3勝ち馬ローヤートークを出す。

## 血統表
| アラネシアンの血統                 | アラネシアンの血統                     | アラネシアンの血統             | （血統表の出典）               | （血統表の出典） |
| 父系                               | ファラリス系                           | ファラリス系                   | ファラリス系                   | [ § 2 ]          |
| 父 Polynesian アメリカ 黒鹿毛 1942 | 父の父Unbreakable アメリカ 黒鹿毛 1935 | Sickle                         | Phalaris                       | Phalaris         |
| 父 Polynesian アメリカ 黒鹿毛 1942 | 父の父Unbreakable アメリカ 黒鹿毛 1935 | Sickle                         | Selene                         |                  |
| 父 Polynesian アメリカ 黒鹿毛 1942 | 父の父Unbreakable アメリカ 黒鹿毛 1935 | Blue Glass                     | Prince Palatine                | Prince Palatine  |
| 父 Polynesian アメリカ 黒鹿毛 1942 | 父の父Unbreakable アメリカ 黒鹿毛 1935 | Blue Glass                     | Hour Glass                     |                  |
| 父 Polynesian アメリカ 黒鹿毛 1942 | 父の母Black Polly アメリカ 鹿毛 1936   | Polymelian                     | Polymelus                      | Polymelus        |
| 父 Polynesian アメリカ 黒鹿毛 1942 | 父の母Black Polly アメリカ 鹿毛 1936   | Polymelian                     | Pasquita                       |                  |
| 父 Polynesian アメリカ 黒鹿毛 1942 | 父の母Black Polly アメリカ 鹿毛 1936   | Black Queen                    | Pompey                         | Pompey           |
| 父 Polynesian アメリカ 黒鹿毛 1942 | 父の母Black Polly アメリカ 鹿毛 1936   | Black Queen                    | Black Maria                    |                  |
| 母 Alablue アメリカ 鹿毛 1945      | 母の父Blue Larkspur アメリカ 鹿毛 1926 | Black Servant                  | Black Toney                    | Black Toney      |
| 母 Alablue アメリカ 鹿毛 1945      | 母の父Blue Larkspur アメリカ 鹿毛 1926 | Black Servant                  | Padula                         |                  |
| 母 Alablue アメリカ 鹿毛 1945      | 母の父Blue Larkspur アメリカ 鹿毛 1926 | Blossom Time                   | North Star                     | North Star       |
| 母 Alablue アメリカ 鹿毛 1945      | 母の父Blue Larkspur アメリカ 鹿毛 1926 | Blossom Time                   | Vaila                          |                  |
| 母 Alablue アメリカ 鹿毛 1945      | 母の母Double Time アメリカ 鹿毛 1928   | Sir Gallahad                   | Teddy                          | Teddy            |
| 母 Alablue アメリカ 鹿毛 1945      | 母の母Double Time アメリカ 鹿毛 1928   | Sir Gallahad                   | Plucky Liege                   |                  |
| 母 Alablue アメリカ 鹿毛 1945      | 母の母Double Time アメリカ 鹿毛 1928   | Virginia L.                    | McGee                          | McGee            |
| 母 Alablue アメリカ 鹿毛 1945      | 母の母Double Time アメリカ 鹿毛 1928   | Virginia L.                    | Sanfara                        |                  |
| 母系(F-No.)                        | (FN:4-m)                               | (FN:4-m)                       | (FN:4-m)                       | [ § 3 ]          |
| 5代内の近親交配                    | Polymelus 4x5, Black Toney 4x5         | Polymelus 4x5, Black Toney 4x5 | Polymelus 4x5, Black Toney 4x5 | [ § 4 ]          |
| 出典                               | 1. 2. 3. 4.                            | 1. 2. 3. 4.                    | 1. 2. 3. 4.                    | 1. 2. 3. 4.      |